# Dzsida

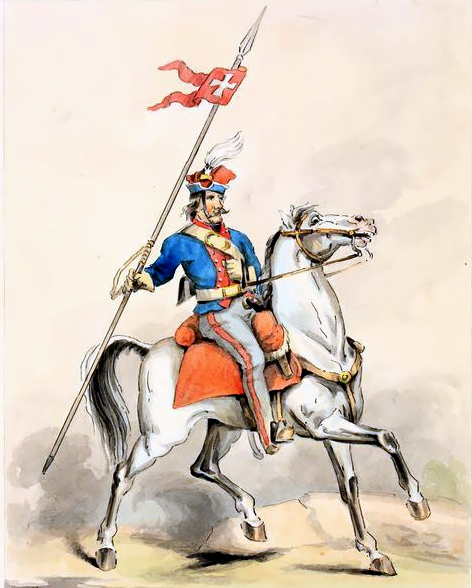
Lengyel ulánus

A dzsida hosszú fanyelű szúrófegyver, a szálfegyverek egy fajtája. Ezt a kifejezést legtöbbször a 18. századtól használt lovassági lándzsára értik, melyet főként a lengyel eredetű ulánusok használtak. A fegyver könnyen megismerhető a hegye alatti kis zászlóról. A lengyel hadsereg a 20. század közepéig hadrendben tartott dzsidát a lovasság számára. Használója az ulánus vagy dzsidás. Az egyszerűség kedvéért és a szóismétlés elkerülése érdekében lehet lándzsa néven is említeni ezt a fegyvert.

## Jellemzői

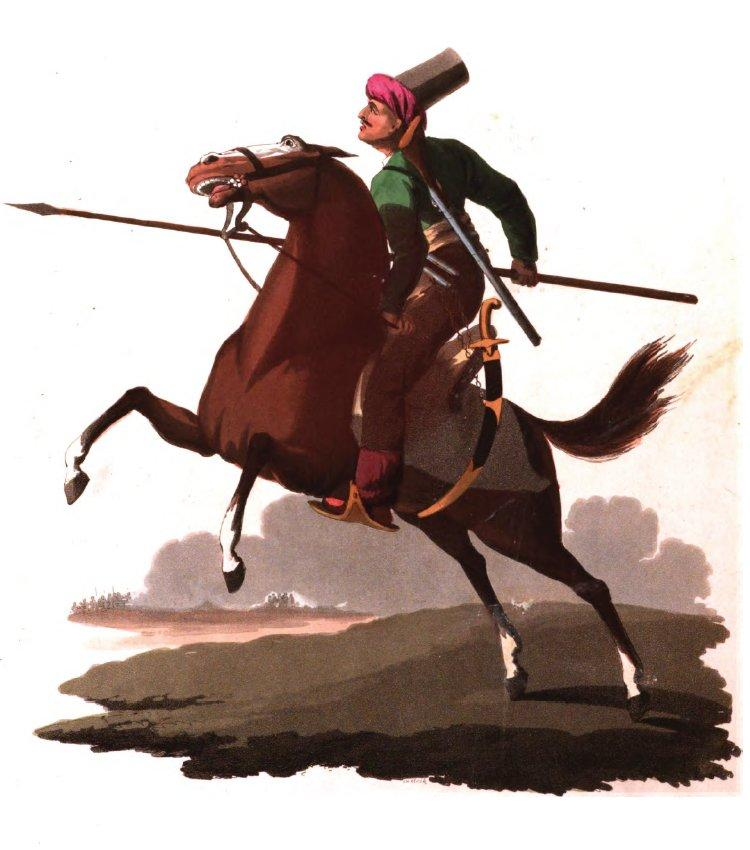
Török, dzsidával felszerelt lovas katona

A dzsida 2,5–3,5 m hosszú lovassági szálfegyver volt. Lovasroham esetén a katona előreszegezett lándzsával támadta a gyalogos vagy lovas ellenfelét. A 18. századtól a lovasok a dzsidán kívül szablyával, karabéllyal (rövid csövű puska) és általában 2 pisztollyal is rendelkeztek. 

## Története
Az ókorban, amikor először alkalmaztak nagyobb számban lovasságot, a katonákat hosszú nyelű szálfegyverekkel szerelték fel. A középkor lovagjainak is a felszerelésük között volt a lovassági lándzsa, bár ezt a gyalogság is előszeretettel használta. A 17. század végén a gyalogság fegyvertárából kiszorultak az ilyesféle fegyverek, ugyanis megjelentek a lőfegyverek és az erre szerelt szurony, ami a kézitusa során kiszorította a lándzsát. A lovasságot ekkoriban karddal látták el.
A lovasság által használt lándzsa Európában újra használatba jött, amikor Napóleon rendszeresítette a Grandé Arméeban mint első számú lovassági fegyvert. Egyes nézetek szerint Petőfi Sándort az orosz lovasok dzsidával szúrták mellen 1849-ben Fehéregyháza környékén.
Az első világháború idején is használtak lándzsát a lovasok, ám a géppuskával felszerelt lövészárkok ellen öngyilkosságnak minősült lovasrohamokat indítani, így a lovasságot rajtaütések során és a nyílt terepen elhelyezkedő ellenség leküzdésére lehetett hatékonyan alkalmazni.
A legenda szerint Lengyelország 1939-es német lerohanásakor a lengyelek karddal és lándzsával támadtak a német páncélosokra. Ezt az esetet mind a német, mind a szovjet propagandagépezet felkapta, hogy hangsúlyozhassák a lengyel hadsereg elmaradottságát és ostobaságát. Később derült ki a történet valóságalapja: a lengyelek egy gyalogos hadosztályt támadtak meg klasszikus lovasrohammal, majd egy páncélos egység érkezett a gyalogosok megsegítésére. A helyszínre érkező újságírók azonban már csak annyit láttak (vagy csak annyit akartak látni), hogy a lengyelek lándzsával és karddal harcolnak a német tankok ellen.